# Cuculo della Riunione
L'averla cuculo di Reunion (Lalage newtoni) è un passeriforme della famiglia dei campephagidae. È endemico dell'isola de La Riunione, dove è limitato a due aree di foresta di montagna nel nord dell'isola. I maschi sono di colore grigio scuro sopra e grigio chiaro sotto, mentre le femmine hanno parti superiori marrone scuro e il petto striato. La popolazione è in calo e l'area si sta contraendo, essendo attualmente di circa 16 km2, e l'Unione internazionale per la conservazione della natura ha classificato la specie come "in pericolo critico", con la possibilità che l'uccello possa essere spazzato via da una tempesta tropicale. Si stanno compiendo sforzi di conservazione tentando di controllare i gatti e i ratti che predano i pulcini, e questo sembra aver portato alla stabilizzazione della popolazione.

## Descrizione
L'averla cuculo di Reunion è un piccolo uccello arboreo. Il piumaggio è dimorfico tra i sessi. Il maschio è di colore grigio con dorso più scuro e ventre più chiaro; il viso è più scuro e da la sensazione di una maschera. La femmina è molto diversa, essendo marrone scuro sopra e striata sotto con una linea bianca tra gli occhi. Il richiamo della specie è un chiaro fischio tui tui tui, da cui deriva il suo nome locale creolo/francese della Riunione, tuit-tuit.

## Distribuzione e habitat
La specie è ristretta al centro della foresta, con una distribuzione limitata a due piccole aree di foreste montane subtropicali native di Riunione nel nord dell'isola. Anche se un tempo viveva in tutta l'isola in un habitat adatto, la sua roccaforte attuale è la Plaine des Chicots - Plaine d'Affouches vicino alla capitale dell'isola di Saint-Denis. La sua dieta è principalmente costituita da insetti, anche se mangia anche frutta.

## Stato e conservazione
L'averla cuculo di Reunion è una specie in pericolo di estinzione ed è attualmente al centro degli sforzi di conservazione. La sua presenza è diminuita in modo significativo ed è attualmente presente su un'area di soli 16 km2. La popolazione della specie è attualmente stabile ma intorno al basso numero di circa 50 uccelli adulti ed è molto vulnerabile a disastri localizzati come incendi boschivi o degrado dell'habitat. I gatti e ratti introdotti predano la specie (in particolare i pulcini) e gli erbivori introdotti come i cervi degradano quel poco di habitat rimasto.
Precedentemente classificata come specie in pericolo dalla IUCN, si sospettava che fosse più rara di quanto generalmente sia. A seguito della valutazione del suo stato, questo è stato ritenuto corretto, ed è di conseguenza inserito nello stato di grave pericolo di estinzione nel 2008 poiché è in immediato pericolo di estinzione, contando così pochi esemplari che potrebbe essere completamente spazzato via da un singolo evento catastrofico come un ciclone tropicale.
Studi pilota hanno dimostrato che il controllo del numero di ratti e gatti intorno ai siti di nidificazione porta a un aumento della sopravvivenza dei pulcini e il programma di test di cattura e avvelenamento sarà ampliato. Il piano di sopravvivenza della specie include anche raccomandazioni per trasferire alcuni individui in un habitat adatto in altre parti dell'isola.